# آلفرد بزرگ
آلفرد بزرگ (۸۴۹ میلادی - ۲۶ اکتبر ۸۹۹ میلادی)، از سال ۸۷۱ تا ۸۸۶ میلادی پادشاه وست ساکسونز و پادشاه آنگلوساکسونز از ۸۸۶ تا ۸۹۹ در جنوب‌غربی انگلستان بود. او جوانترین پسر پادشاه اتلولف بود. پدر آلفرد در دوران کودکی او فوت کرد و سه تن از برادران مسن تر او، اتلبالد، اتلبرت و اتلرد یکی بعد از دیگری به سلطنت رسیدند. تحت فرمان آلفرد بسیاری از اصلاحات دیوانی و نظامی انجام شد که تأثیر ماندگاری در آینده انگلستان داشتند.

## زندگی
پیش از آلفرد، برادرش اتلرد پادشاه آنگلوساکسون‌ها بود.
پس از تهاجم وایکینگ‌ها به انگلستان، صرفاً پادشاهی وسکس که بر تمامی جنوب انگلستان سلطه داشت، موفق شد کاملاً مستقل باقی بماند. این امر تنها از طریق نبردهای سنگین به رهبری آلفرد بزرگ حاصل گشت. آلفرد حوالی سال ۸۸۰ میلادی باقیمانده مرسیا را به تصرف خود درآورد.
آلفرد بزرگ در اتحاد وسکس با حکومت‌های همسایه اهتمام داشت. سپس، در سال ۸۷۱ میلادی، موفق شد جلوی حملهٔ دانمارکی‌ها را بگیرد. آلفرد در سال ۸۹۹ میلادی به کشتی‌های دانمارکی حمله کرد و آنها را شکست داد. انگلیسی‌ها او را به صورت فرمانروایی فروتن و بردبار توصیف می‌کنند. پس از مرگ وی اوضاع انگلیس دوباره آشفته شد.

## مطالعهٔ بیشتر
- Abels, Richard, Alfred the Great: War, Kingship and Culture in Anglo-Saxon England, 1998, ISBN 978-0-582-04047-2
- Frantzen, Allen J. , King Alfred the Great (Twayne's English Authors Series), 9780805769180
- Fry, Fred: Patterns of Power: The Military Campaigns of Alfred the Great, 2006, ISBN 978-1-905226-93-1
- Giles, J. A. (ed.): The Whole Works of King Alfred the Great (Jubilee Edition, 3 vols, Oxford and Cambridge, 1858)
- Keynes, Simon, and Lapidge, Michael, Alfred the Great: Asser's Life of King Alfred & Other Contemporary Sources (Penguin Classics), 1984, ISBN 978-0-14-044409-4
- Merkle, Benjamin: The White Horse King: The Life of Alfred the Great (Thomas Nelson, 2009), ISBN 1-59555-252-9
- Parker, Joanne: England's Darling The Victorian Cult of Alfred the Great, 2007, ISBN 978-0-7190-7356-4
- Pollard, Justin: Alfred the Great: the man who made England, 2006, ISBN 0-7195-6666-5
- Pratt, David: The political thought of King Alfred the Great (Cambridge Studies in Medieval Life and Thought: Fourth Series, 2007) ISBN 978-0-521-80350-2
- Reuter, Timothy (ed.), Alfred the Great (Studies in early medieval Britain), 2003, ISBN 978-0-7546-0957-5
- Wormald, Patrick, The Making of English Law: King Alfred to the Twelfth Century, 1999, ISBN 978-0-631-22740-3
- The whole works of King Alfred the Great, with preliminary essays, illustrative of the history, arts, and manners, of the ninth century, 1969, OCLC 28387
- For a novelisation of King Alfred's exploits, there is Bernard Cornwell's series, beginning with The Last Kingdom.
- A historically accurate novelisation is Alfred Duggan's The King of Athelney Faber & Faber, 1961
- Orosius, Paulus (c. 417).  Alfred the Great; Barrington, Daines (eds.). The Anglo-Saxon Version, from the Historian Orosius. London: Printed by W. Bowyer and J. Nichols and sold by S. Baker (published 1773).
- Bloch, Marc (2004). Feudal Society: The Growth of Ties of Dependence. Taylor & Francis. ISBN 0-203-40625-7.